# Acridocephala seriata
Acridocephala seriata är en skalbaggsart som beskrevs av Jordan 1903. Acridocephala seriata ingår i släktet Acridocephala och familjen långhorningar.
Artens utbredningsområde är Gabon. Inga underarter finns listade i Catalogue of Life.